# Granja (Boticas)
Granja ist ein Ort und eine ehemalige Gemeinde (Freguesia) im portugiesischen Kreis Boticas. Die Gemeinde hatte 230 Einwohner (Stand 30. Juni 2011).
Am 29. September 2013 wurden die Gemeinden Granja und Boticas zur neuen Gemeinde Boticas e Granja zusammengeschlossen.